# Asapur, Raichur
Asapur là một làng thuộc tehsil Raichur, huyện Raichur, bang Karnataka, Ấn Độ.